# Кудряшов Костянтин Михайлович
Костянтин Михайлович Кудряшов (15 листопада 1895, тепер Івановська область, Російська Федерація — 1965, тепер Російська Федерація) — радянський діяч. Член ВЦВК. Член Центральної контрольної комісії ВКП(б) у 1925—1927 роках. 

## Життєпис
Працював робітником. Член РСДРП(б) з 1913 року.
У 1914 році заарештований за революційну діяльність і засланий на два роки. Після повернення із заслання до 1918 року працював робітником.
З 1919 року — в Червоній армії, учасник громадянської війни в Росії.
На 1925—1927 роки — голова Тамбовської міської контрольної комісії ВКП(б) — завідувач Тамбовської міської робітничо-селянської інспекції. Обирався членом президії виконавчого комітету Тамбовської губернської ради.
З 1943 року — на політичній роботі в Червоній армії, учасник німецько-радянської війни.
Подальша доля невідома. Помер у 1965 році.

## Звання
- полковий комісар
- підполковник